# Thiago Borbas
Thiago Nicolás Borbas Silva (ur. 7 kwietnia 2002 w Montevideo) – urugwajski piłkarz występujący na pozycji napastnika, reprezentant Urugwaju, od 2023 roku zawodnik brazylijskiego Red Bull Bragantino.